# 陳俊 (嘉靖進士)
陳俊（1528年—？），字彥吾，廣東廣州府南海縣人，軍籍，明朝政治人物。

## 生平
嘉靖三十四年（1555年）乙卯科廣東鄉試第三十五名舉人。嘉靖四十一年（1562年）中式壬戌科會試第二百五十五名，二甲第七十二名進士。历官户部主事、员外郎、四川司郎中，萬曆元年（1573年）出为宁国府知府，萬曆五年（1577年）七月升广西副使。

## 家族
曾祖陳禘保；祖父陳清，號粤山；父陳和，字广平，號南居，母姚氏。具庆下。弟陳恂。